# Combat Records
Combat Records var et uafhængigt pladeselskab fra New York City. Pladeselskabet udgav hovedsageligt heavy metal og punk rock, såsom udgivelser fra Megadeth, Circle Jerks, Nuclear Assault, Death, Dead Brain Cells, Possessed, Crumbsuckers, Agnostic Front, Agent Steel, Dark Angel, Heathen, Zoetrope og Exodus.

## Kunstnere

### Nuværende
- At All Cost
- Horse the band
- Look What I Did

### Tidligere
- Abbatoir
- The Accüsed
- Agent Steel
- Agnostic Front
- Agony
- Blind Illusion
- Charged GBH
- C.I.A.
- Circle Jerks
- Corrosion of Conformity
- Crumbsuckers
- Cyclone Temple
- D.B.C.
- Dark Angel
- Death
- Deathrow
- Devastation
- The Exploited
- Exodus
- Faith or Fear
- Forbidden
- Forced Entry
- Have Mercy
- Heathen
- Helstar
- Impaler
- Ludichrist
- Megadeth
- Mercyful Fate
- Morbid Angel
- Napalm
- Nuclear Assault
- Oz
- Possessed
- Powermad
- Raven
- The Rods
- TKO
- Tokyo Blade
- Savatage
- Venom
- Virus
- Zoetrope